# Gleislose Bahn Heilbronn–Böckingen
| Streckenlänge: | 5,5 km |                             |                             |
| |        |                             |                             |
| \| \| \| Neckarbrücke \| \| \| \| \| Frankenbahn von Würzburg \| \| \| \| \| Bahnhof Heilbronn \| \| \| \| \| \| \| \| \| \| Kraichgaubahn nach Eppingen \| \| \| \| \| Güterverbindungskurve \| \| \| \| \| Heilbronn Rangierbahnhof \| \| \| \| \| Haltepunkt Böckingen \| \| \| \| \| Böckingen \| \| \| \| \| Frankenbahn nach Stuttgart \| \| |        |                             |                             |
| U-Bahn-Kopfbahnhof Streckenanfang (Strecke außer Betrieb) |        | Neckarbrücke                | Neckarbrücke                |
| Strecke von rechts · U-Bahn-Strecke (außer Betrieb) |        | Frankenbahn von Würzburg    | Frankenbahn von Würzburg    |
| Bahnhof · U-Bahn-Haltepunkt / Haltestelle (Strecke außer Betrieb) |        | Bahnhof Heilbronn           | Bahnhof Heilbronn           |
| U-Bahn-Strecke von links (außer Betrieb) · Kreuzung mit U-Bahn geradeaus oben (Querstrecke außer Betrieb) · U-Bahn-Abzweig geradeaus und nach rechts (Strecke außer Betrieb) |        |                             |                             |
| U-Bahn-Kreuzung mit Eisenbahn (Strecke geradeaus außer Betrieb) · Abzweig geradeaus und nach rechts · U-Bahn-Strecke (außer Betrieb) |        | Kraichgaubahn nach Eppingen | Kraichgaubahn nach Eppingen |
| U-Bahn-Kreuzung mit Eisenbahn (Strecken außer Betrieb) · Abzweig geradeaus und ehemals von rechts · U-Bahn-Strecke (außer Betrieb) |        | Güterverbindungskurve       | Güterverbindungskurve       |
| U-Bahn-Strecke geradeaus (außer Betrieb) · Dienststation / Betriebs- oder Güterbahnhof · U-Bahn-Strecke geradeaus (außer Betrieb) |        | Heilbronn Rangierbahnhof    | Heilbronn Rangierbahnhof    |
| U-Bahn-Strecke (außer Betrieb) · ehemaliger Haltepunkt / Haltestelle · U-Bahn-Strecke (außer Betrieb) |        | Haltepunkt Böckingen        | Haltepunkt Böckingen        |
| U-Bahn-Haltepunkt / Haltestelle (Strecke außer Betrieb) · Strecke · U-Bahn-Strecke (außer Betrieb) |        | Böckingen                   | Böckingen                   |
| U-Bahn-Strecke nach links (außer Betrieb) · Kreuzung mit U-Bahn geradeaus oben (Querstrecke außer Betrieb) · U-Bahn-Strecke nach rechts (außer Betrieb) |        | Frankenbahn nach Stuttgart  | Frankenbahn nach Stuttgart  |

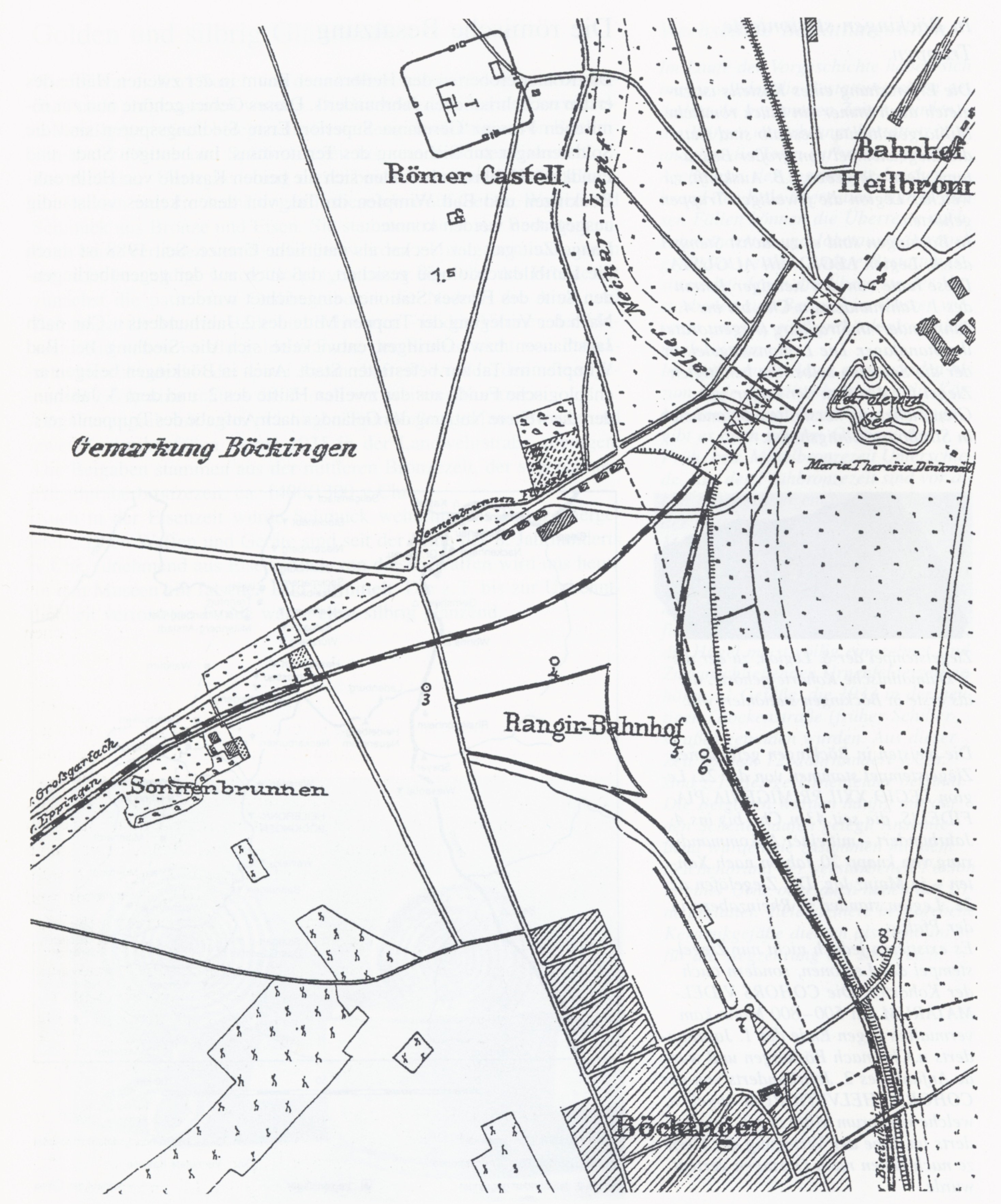
Situation zwischen Heilbronn und Böckingen um die Jahrhundertwende

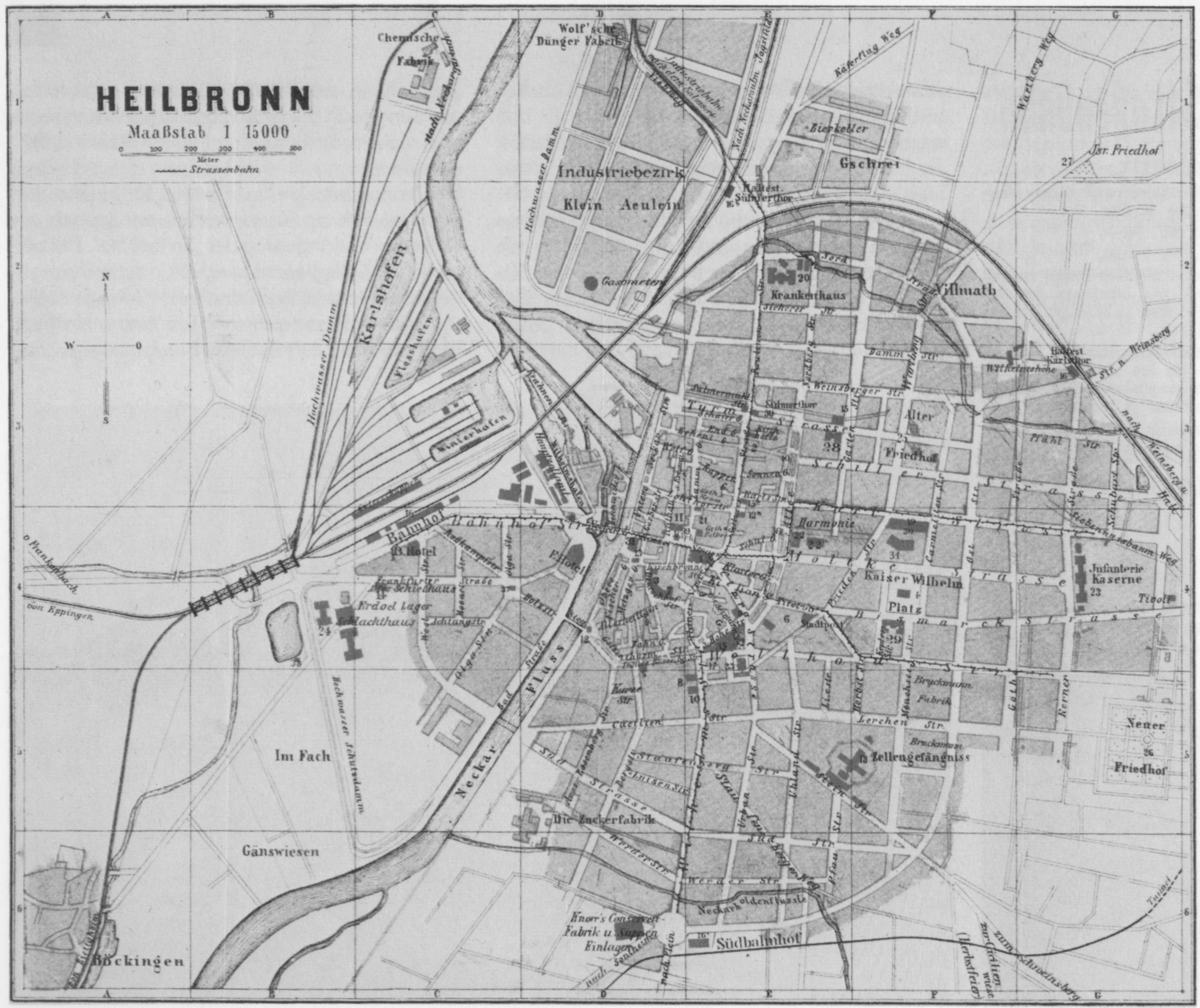
Heilbronn 1903

Die Gleislose Bahn Heilbronn–Böckingen war ein von 1911 bis 1916 bestehender Oberleitungsbus-Betrieb – damals noch Gleislose Bahn genannt – in Württemberg. Sie verband die ehemalige Reichsstadt Heilbronn mit dem bis 1933 selbstständigen Stadtteil Böckingen.

## Vorgeschichte
Bereits im Jahr 1848 erhielt Heilbronn mit der Württembergischen Nordbahn einen Anschluss an das Netz der Königlich Württembergischen Staats-Eisenbahnen. Keinen Anschluss erhielt zunächst das zwei Kilometer südwestlich gelegene Böckingen, die Haltestelle Böckingen wurde erst 1901 eröffnet. Dennoch konnte die Staatsbahn das lokale Verkehrsbedürfnis zwischen den beiden Orten auch nach 1901 nur bedingt befriedigen. Zum einen verkehrten die Züge vergleichsweise selten, zum anderen lagen sowohl die neue Station Böckingen als auch der Bahnhof Heilbronn ungünstig zum jeweiligen Ortszentrum. Dies machte sich besonders im Zuge der Industrialisierung negativ bemerkbar, Böckingen entwickelte sich in jener Zeit zu einer typischen Arbeiterwohngemeinde.
Zur Verbesserung der Situation wurde daher im August 1905 eine Omnibus-Linie zwischen Heilbronn und Böckingen eingerichtet, diese musste jedoch wegen Erfolglosigkeit bereits nach fünf Monaten wieder eingestellt werden. Im Dezember 1909 lebte sie wieder auf, doch schon im April 1910 musste sie erneut ihren Betrieb einstellen.

## Geschichte
Zur dauerhaften Verbesserung der Verkehrsanbindung Böckingens wurde deshalb 1910 in Böckingen die Gleislose Bahn Heilbronn–Böckingen G.m.b.H. gegründet, die Kapitaleinlage betrug 150.000 Mark. Bereits am 16. Januar 1911 konnte sie den Oberleitungsbus-Betrieb zwischen der Heilbronner Neckarbrücke – der heutigen Friedrich-Ebert-Brücke – und Böckingen aufnehmen. Die Strecke wurde auf zwei verschiedenen Wegen zurückgelegt – einmal über den Sonnenbrunnen und einmal über die Böckinger Wiesen. De facto handelte es sich um eine Ringlinie, die in beiden Richtungen befahren wurde. Gefahren wurde alle fünf beziehungsweise zehn Minuten, zusammen legten die vier Wagen täglich 1100 Kilometer zurück. Die Heilbronner Endstelle befand sich beim westlichen Brückenkopf der Neckarbrücke vor dem damaligen Neckarhotel. Der Neckar selbst wurde somit nicht überquert. Die kaufmännische Leitung und Betriebsführung des Böckinger Oberleitungsbusses wurde der bereits seit 1897 bestehenden Heilbronner Straßenbahn AG übertragen.
Der Betrieb der Gleislosen Bahn endete jedoch schon am 31. Oktober 1916, sie war damit nicht viel erfolgreicher als ihre Vorgänger-Buslinien. Zum einen wurde die Verbindung von den Fahrgästen nicht ausreichend angenommen, insbesondere beklagten sich viele über die tiefen Schlaglöcher. Zum anderen wurden die Wagen für militärische Zwecke requiriert, die Kupfer-Oberleitung wurde noch 1916 abgebrochen und als kriegswichtiger Rohstoff der Rüstungsindustrie zugeführt. Zum Schluss war der Betrieb allerdings schon sehr eingeschränkt, im letzten Betriebsjahr verkehrte die Gleislose Bahn nur noch zu den drei Hauptverkehrszeiten morgens, mittags und abends, und auch dann nur noch alle 30 bis 40 Minuten.
Bis zur Einrichtung einer Straßenbahnlinie von Heilbronn nach Böckingen dauerte es dann noch bis 1926. Vom 20. September 1951 bis zum 30. Dezember 1960 existierte in Heilbronn erneut ein Oberleitungsbus-Betrieb, er ersetzte seinerseits die Straßenbahn.

## Infrastruktur und Fahrzeuge
Bei der Gleislosen Bahn Heilbronn–Böckingen kam das System Mercédès-Électrique-Stoll zur Anwendung, eingesetzt wurden – wie bei diesem System allgemein üblich – Fahrzeuge mit Radnabenmotoren. Insgesamt standen vier Wagen zur Verfügung, sie verfügten jeweils über zwei Motoren, welche auf die Hinterachse wirkten – beide leisteten jeweils 20 Pferdestärken.
Eine technische Besonderheit war die nur 3,77 Meter hohe Eisenbahnunterführung etwas westlich des Heilbronner Bahnhofs, dort musste die Oberleitung besonders tief montiert werden. Nur geringfügig höher war die zweite Eisenbahnunterführung in Böckingen. Eine weitere Spezialität war die „Oberleitungs-Sicherheits-Aufhängung“ im Bereich der niveaugleichen Kreuzung mit der Kraichgaubahn, das heißt im Zuge des bis heute bestehenden Bahnübergangs Ludwigsburger Straße.
An der Endhaltestelle Neckarbrücke gab es eine sogenannte Vierdrahtendschleife (mit dem Begriff Vierdrahtsystem wurden normalerweise zweigleisige Strecken bezeichnet), das heißt dort wurde die aus Richtung Bahnhof kommende Oberleitung mittels einer Luftweiche aufgeteilt. Ansonsten waren alle Streckenabschnitte der Gleislosen Bahn komplett einspurig. Begegneten sich zwei Wagen, so mussten diese – ebenfalls typisch für das System Mercédès-Électrique-Stoll – kurz anhalten und die Zuleitungen zu den Kontaktwägelchen austauschen. Sie fuhren anschließend mit dem Stromabnehmer des entgegenkommenden Wagens weiter.